# Lijst van hoogste punten in het Koninkrijk der Nederlanden
Een overzicht van de hoogste punten in het Koninkrijk der Nederlanden van het maaiveld per administratief gebied, ten opzichte van zeeniveau.

## Nederland

### Caribisch Nederland

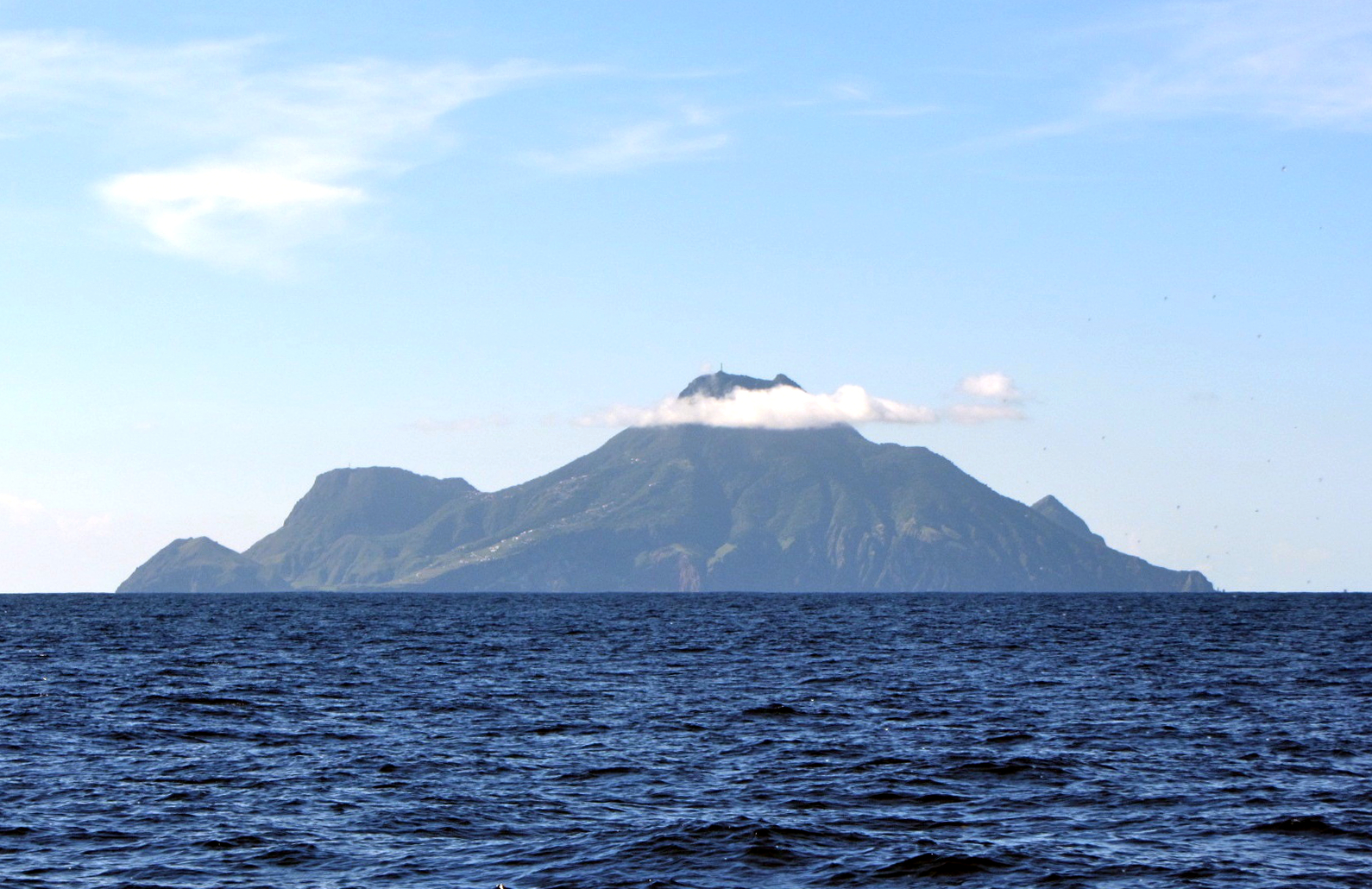
Mount Scenery, 870 meter

| Eiland         | Top           | Hoogte |
| -------------- | ------------- | ------ |
| Saba           | Mount Scenery | 870 m  |
| Sint Eustatius | The Quill     | 601 m  |
| Bonaire        | Brandaris     | 240 m  |

### Europees Nederland

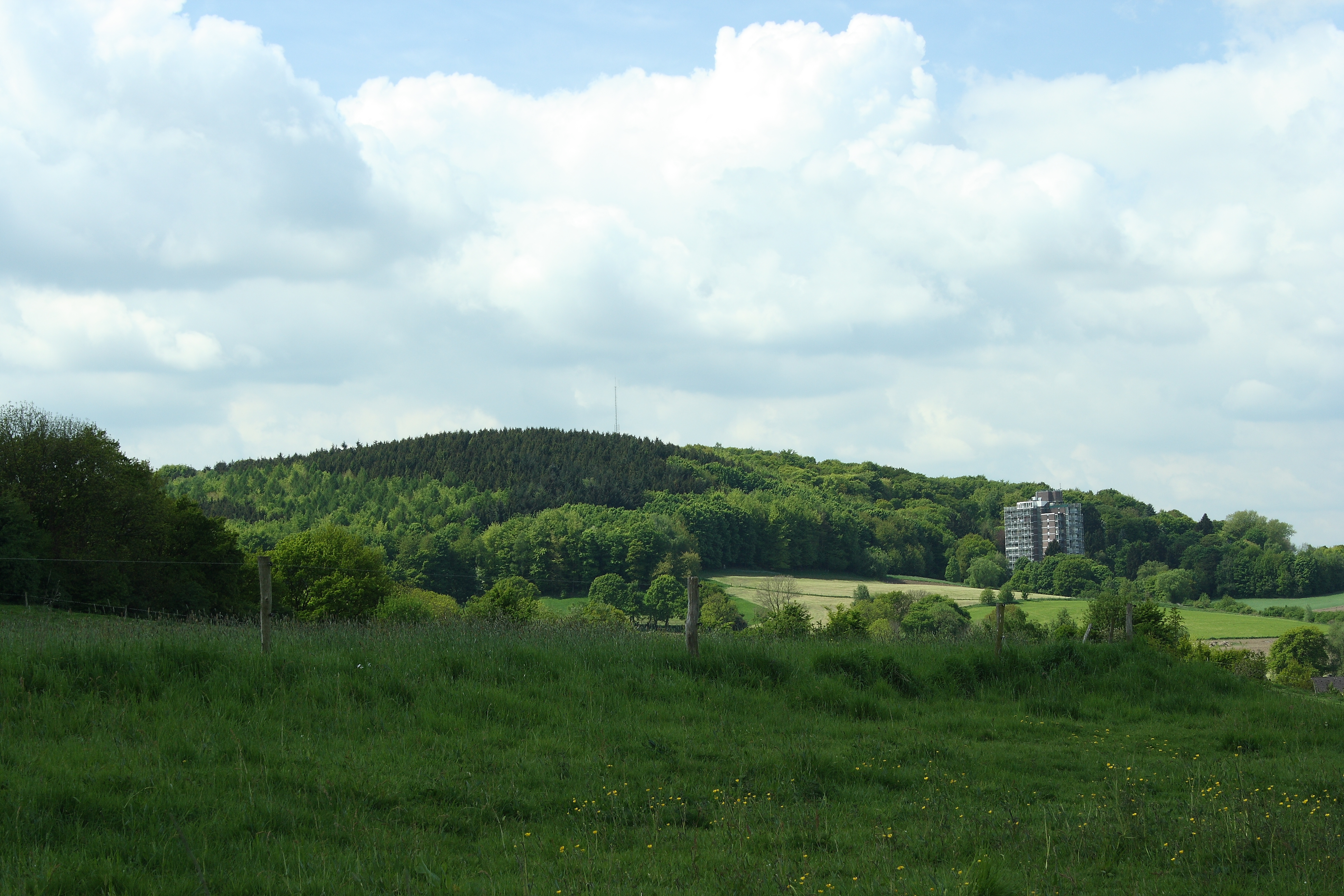
Vaalserberg, 322 meter

In de provincies waar een niet-natuurlijk punt, zoals een vuilnisbelt, hoger is dan het hoogste "natuurlijke" punt, wordt dit punt cursief aangegeven.
| Provincie     | Hoogste punt     | Hoogte | Type                        | Gemeente            |
| ------------- | ---------------- | ------ | --------------------------- | ------------------- |
| Drenthe       | Haantjeduin      | 30 m   |                             | Emmen               |
| Drenthe       | VAM-berg         | 63 m   | vuilnisbelt                 | Midden-Drenthe      |
| Flevoland     | Urk              | 8 m    |                             | Urk                 |
| Flevoland     | Almere Boven     | 25 m   | kunstmatige heuvel          | Almere              |
| Friesland     | Vuurboetsduin    | 45 m   |                             | Vlieland            |
| Gelderland    | Signaal Imbosch  | 110 m  |                             | Rheden              |
| Groningen     | Hasseberg        | 14 m   |                             | Westerwolde         |
| Groningen     | Kardingerberg    | 30 m   | kunstmatige recreatieheuvel | Groningen           |
| Limburg       | Vaalserberg      | 322 m  |                             | Vaals               |
| Noord-Brabant | Venakkerbos      | 44 m   |                             | Bergeijk            |
| Noord-Brabant | Gulbergen        | 62 m   | voorm. vuilnisbelt          | Geldrop-Mierlo      |
| Noord-Holland | Catrijper Nok    | 55 m   |                             | Bergen              |
| Overijssel    | Tankenberg       | 85 m   |                             | Losser              |
| Utrecht       | Amerongse Berg   | 69 m   |                             | Utrechtse Heuvelrug |
| Zeeland       | Groot Valkenisse | 52 m   |                             | Veere               |
| Zuid-Holland  | Vlaggeduin       | 37 m   |                             | Katwijk             |

## Andere landen binnen het Koninkrijk

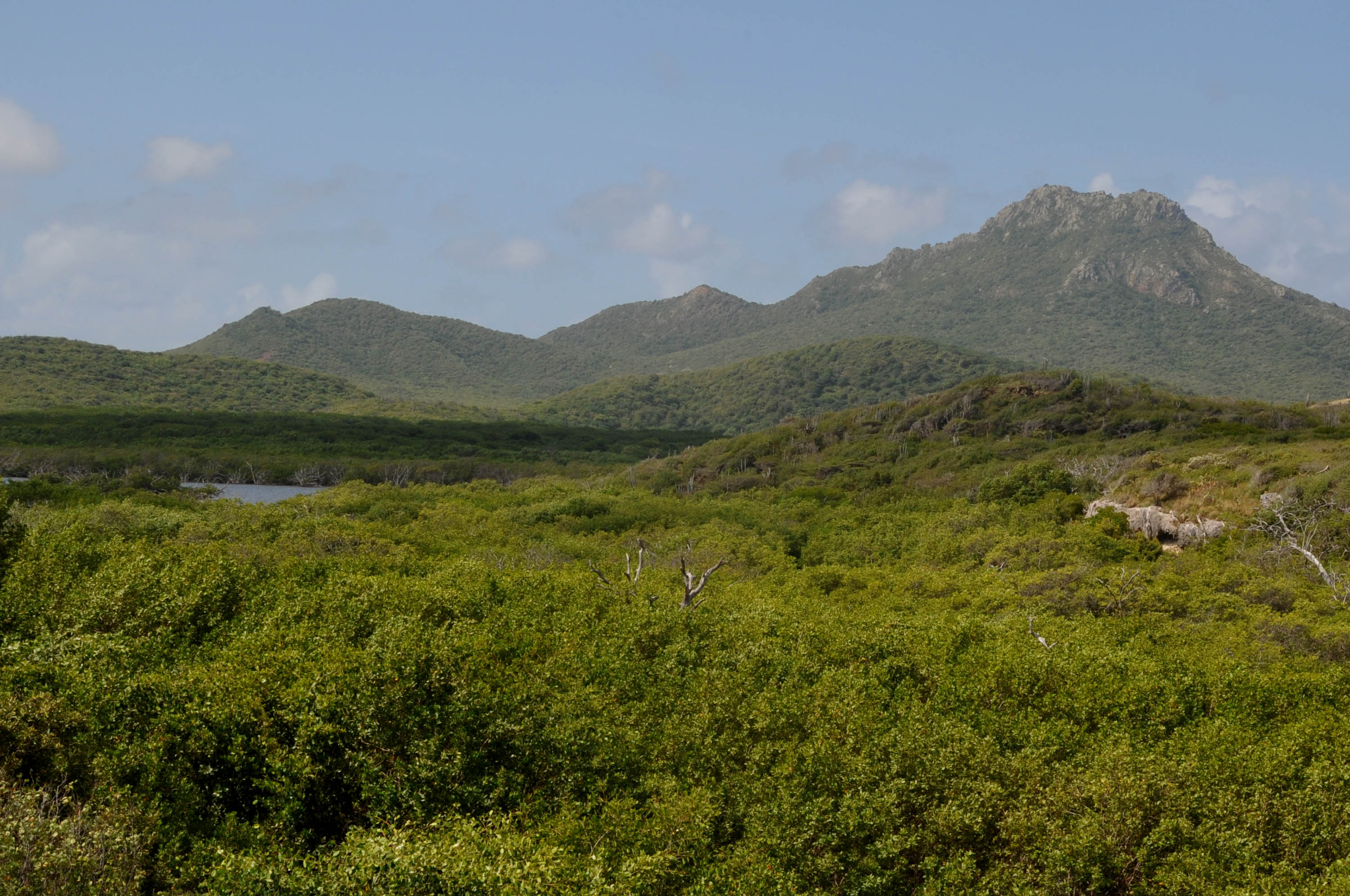
Sint-Christoffelberg, 371 meter

| Land         | Top                  | Hoogte |
| ------------ | -------------------- | ------ |
| Curaçao      | Sint-Christoffelberg | 371 m  |
| Sint Maarten | Mount Flagstaff      | 361 m  |
| Aruba        | Jamanota             | 188 m  |